# Chahdortt Djavann
Chahdortt Djavann (en persan : شاهدخت جوان), née en Iran en 1967, est une romancière, essayiste de langue et de nationalité française. Elle vit depuis 1993 à Paris. 

## Biographie

### Famille et jeunesse
Le père de Chahdortt Djavann était un grand féodal d’Azerbaïdjan iranien ; il fut emprisonné et tous ses biens furent confisqués. Il élève sa fille « dans l'amour des livres et la détestation des mollahs ». En juin 1980, alors qu'elle a 13 ans, elle est incarcérée pour avoir manifesté contre le régime. Ses livres traitent des sujets comme la théocratie, la pauvreté, le sexisme, la censure, la répression, le travail des enfants, les exécutions, la toxicomanie, la prostitution, et de la psychanalyse. En tant qu'exilée, elle revendique l'impossibilité d'avoir une identité. Elle écrivit : Je ne suis pas celle que je suis.  

### Installation en France
Chahdortt Djavann arrive en France en 1993 sans être francophone. Elle apprend le français en étudiant les manuels de Lagarde et Michard, en lisant d’un bout à l’autre Le Robert et les œuvres de Maupassant, de Camus, de Gide, ou encore de Romain Gary… Le français est chronologiquement la septième langue qu'elle pratique, 
Elle fait des petits boulots, puis commence des études universitaires en psychologie sociale et en anthropologie,.
Elle s’inscrit à l’École des hautes études en sciences sociales (EHESS) et y rédige un mémoire sur « L’endoctrinement religieux et l’islamisation du système d’éducation en Iran après l’instauration du régime islamique » — une étude basée sur l’analyse des manuels scolaires. En 1998, elle débute sa thèse, « La création littéraire dans la langue de l’Autre », en travaillant sur les œuvres de Cioran, Ionesco et Beckett.

### Écriture
Elle écrit un premier roman, Je viens d’ailleurs, et rédige un pamphlet sur le voile islamique, que les éditions Gallimard publient aussitôt, en septembre 2003. Elle y fait une analyse anthropologique et historique du voile islamique et de sa portée culturelle, traditionnelle, psychologique, sociale, sexuelle, juridique et politique ; elle demande que le voile des mineures soit reconnu comme une maltraitance à leur endroit. 

« Voiler une mineure signifie qu’elle est nubile… Le voile définit la mineure comme un objet sexuel… Le voile définit la femme psychologiquement, socialement, sexuellement et juridiquement comme sous-homme. »

Son deuxième roman, Autoportrait de l’autre, est publié en janvier 2004. Dans Que pense Allah de l’Europe ?, pamphlet publié en 2004, toujours chez Gallimard, elle analyse la stratégie des islamistes « djihad souterrain » en France et en Europe. « … Ils veulent imposer leur vision totalitaire d'un islam politique et prosélyte… peser politiquement en Europe et instaurer, à l’instar de l’Iran, des républiques islamiques dans les pays musulmans… » Elle critique les intégristes islamistes, « ceux qui veulent imposer leur vision totalitaire d'un islam politique et prosélyte », et affirme que la critique des religions est « non négociable » et invite « l'immense majorité des musulmans silencieux de France » à manifester contre l'idéologie islamiste.
Son roman Comment peut-on être français ? (Flammarion 2006) est une satire sociale et politique en partie épistolaire : une correspondance imaginaire avec Montesquieu.
Le suivant, La Muette (2008), est la confession d’une gamine de quinze ans condamnée à la pendaison, dans les prisons des mollahs — une fiction réaliste et documentée.
Dans l’épilogue de Je ne suis pas celle que je suis, publié en 2011, elle écrit : « Rien n’était moins probable qu’un exil en France, rien ne me destinait à une vie française… même dans mes rêves les plus osés, j’étais à mille lieues de m’imaginer écrivain de langue française. » Bien que l’auteure utilise certaines de ses expériences, elle précise : « Je ne crois pas à l’autobiographie… Je suis mon personnage et je ne le suis pas… »
La Dernière Séance (2013) est la suite de Je ne suis pas celle que je suis — entrelacement des séances de psychanalyse à Paris et du récit du parcours mouvementé de l’héroïne d’Istanbul à Paris.
Big Daddy (2015) est un thriller social dont l’action se situe dans l’Amérique profonde, portrait d’un pervers criminel et grandiloquent qui prend pour fiston un gamin des rues, et d’une avocate de la grande bourgeoisie irano-américaine.
Son roman Les putes voilées n’iront jamais au Paradis ! (2016) donne la voix à des prostituées assassinées en Iran. 
Dans Comment lutter efficacement contre l'idéologie islamique (2017), elle analyse les multiples stratégies des mouvements islamistes et propose des solutions pour endiguer leurs progrès en Europe ; dans Iran J'accuse ! (2018), elle analyse la réal-politique des pays européens et surtout celle des États-Unis à l'égard du régime islamique iranien.
Son roman Et ces êtres sans pénis ! (Grasset, 2021) est qualifié par Le Monde « d'une intelligence et d'un humour irrésistibles ».
Elle a écrit plusieurs tribunes dans Le Monde et Le Figaro.

### Prix et décoration
- 2003 : Prix de la laïcité de l'association Comité Laïcité République
- 2004 :  Chevalière de l'ordre des Arts et des Lettres

## Œuvres
- Je viens d’ailleurs (2002)
- Bas les voiles !, Gallimard (2003)
- Que pense Allah de l’Europe ? (2004)
- Autoportrait de l’autre (2004)
- Comment peut-on être français ? (2006)
- A mon corps défendant, l’Occident, Flammarion (2007)
- La Muette (2008)
- Ne négociez pas avec le régime iranien, Flammarion (2009)
- Je ne suis pas celle que je suis, Flammarion (2011)
- La Dernière Séance, Fayard (2013)
- Big Daddy, Grasset (2015)
- Les putes voilées n'iront jamais au paradis !, Grasset, coll. « Questions de citoyens » (2016)  (ISBN 2246856973)
- Comment lutter efficacement contre l'idéologie islamique, Grasset (2016)  (ISBN 9782246862970)
- Iran. J'accuse ! Grasset (2018)
- Et ces êtres sans pénis ! Grasset (2021)  (ISBN 9782246862970)